# Молочай узбережний
Молоча́й узбере́жний, або молочай прибере́жний (Euphorbia paralias) — отруйна багаторічна рослина родини молочайних. Густоулиснена трава з потужним довгим коренем і непоказними дрібними квітками, зібраними у складні зонтики. Поширена у Західній Європі та Середземномор'ї, занесена до Австралії, де визнана бур'яном. Зростає виключно на берегах солоних водойм. На півночі ареалу рідкісна, занесена до Червоних книг Чорного моря, України, Краснодарського краю Росії та Червоного списку Нідерландів. Протиерозійний вид, що має обмежене лікарське застосування.

## Етимологія
Українська родова назва «молочай» надана цій рослині за те, що її стебла при пошкодженні виділяють білий непрозорий сік, схожий на молоко. Видовий епітет «узбережний» походить від специфічних місць зростання виду — на берегах водойм неподалік від урізу води, тобто уздовж берега. Раніше нарівні з нею використовували й прикметник «прибережний», однак його поширеність обумовлена негативним впливом російської мови і є науково та граматично неточною: в українській мові термін «прибережжя» означає мілководні ділянки водойми поблизу берега, на яких ця рослина не росте.

## Опис

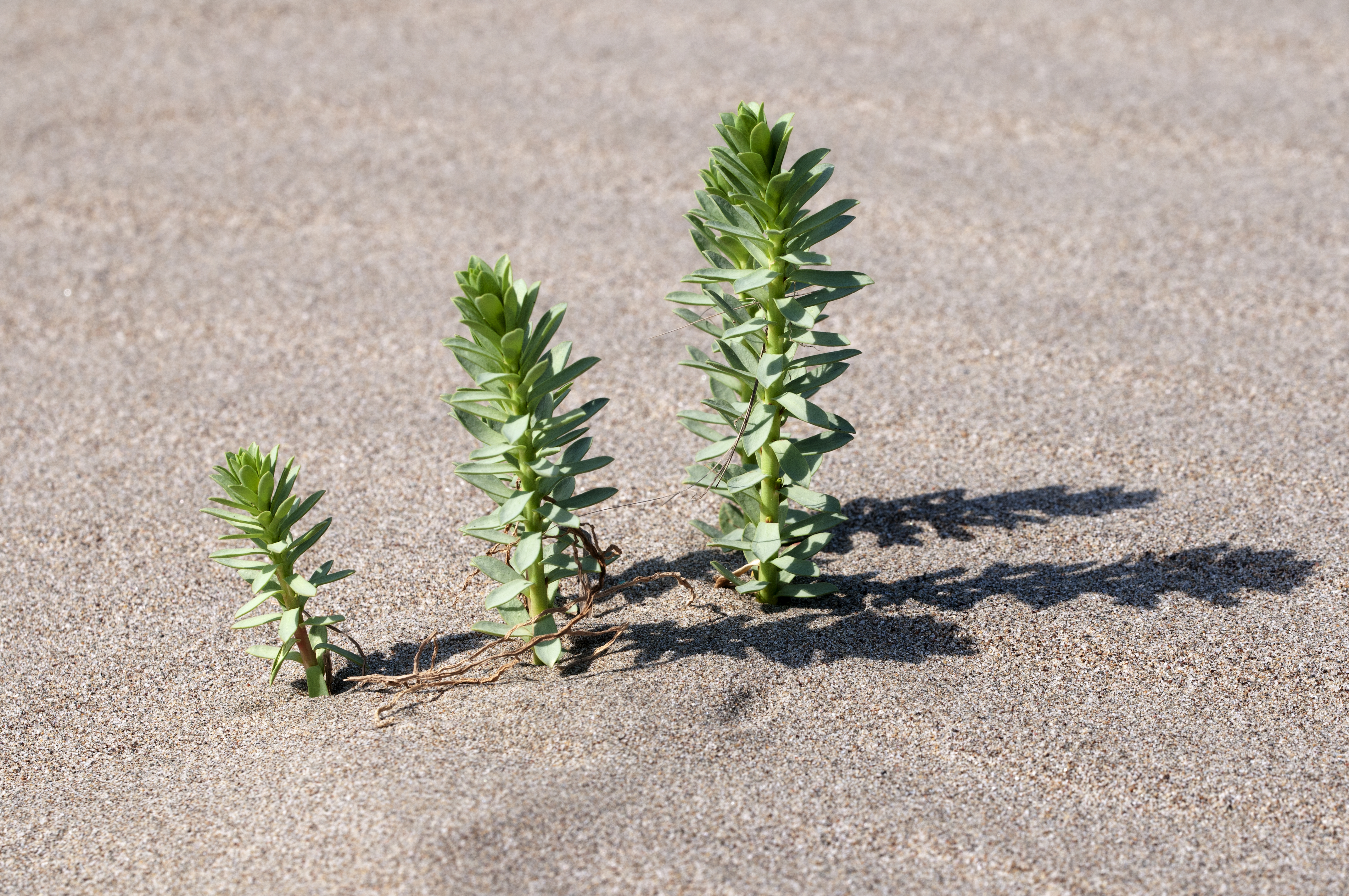
Молоді особини.

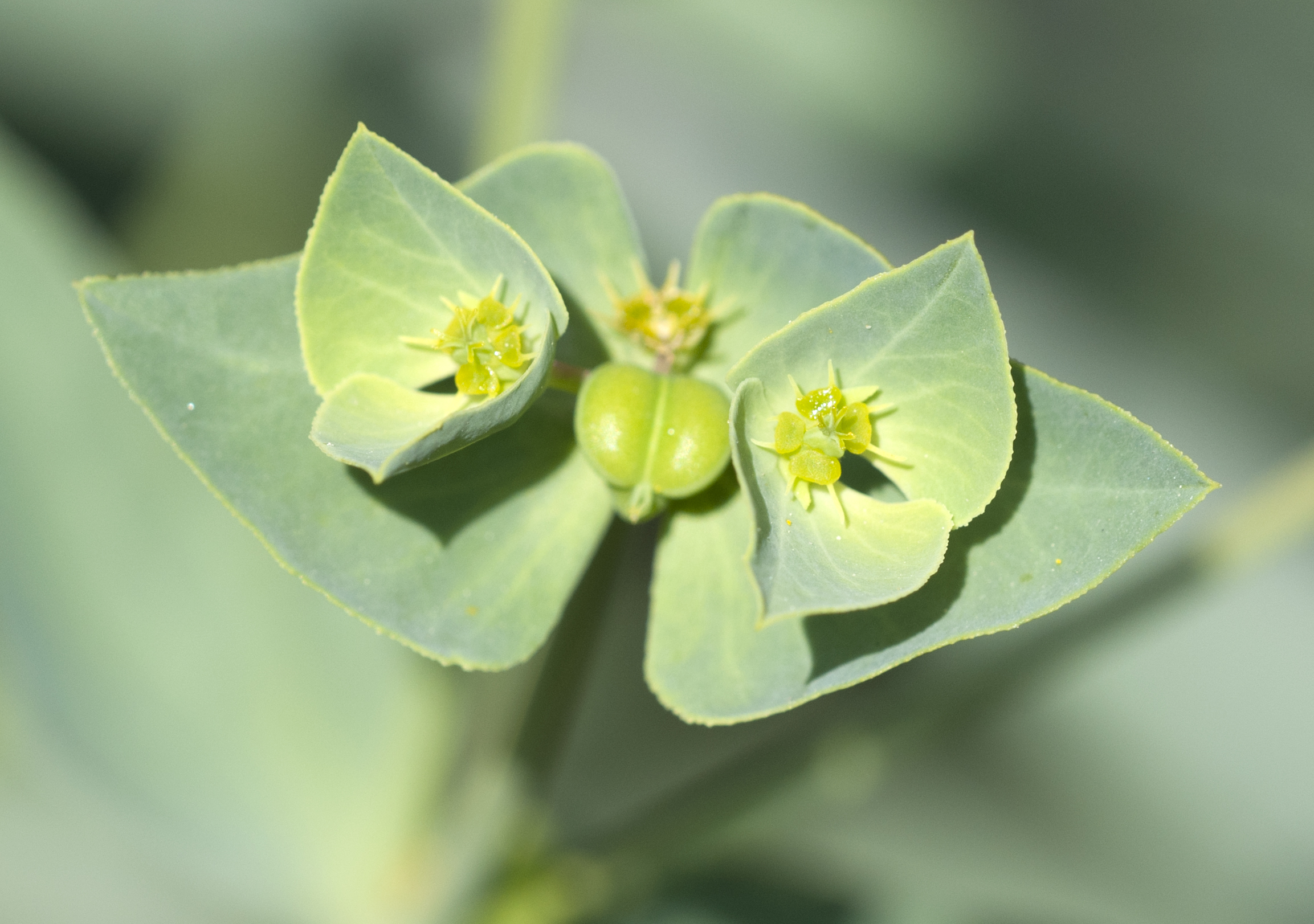
Циатій великим планом.

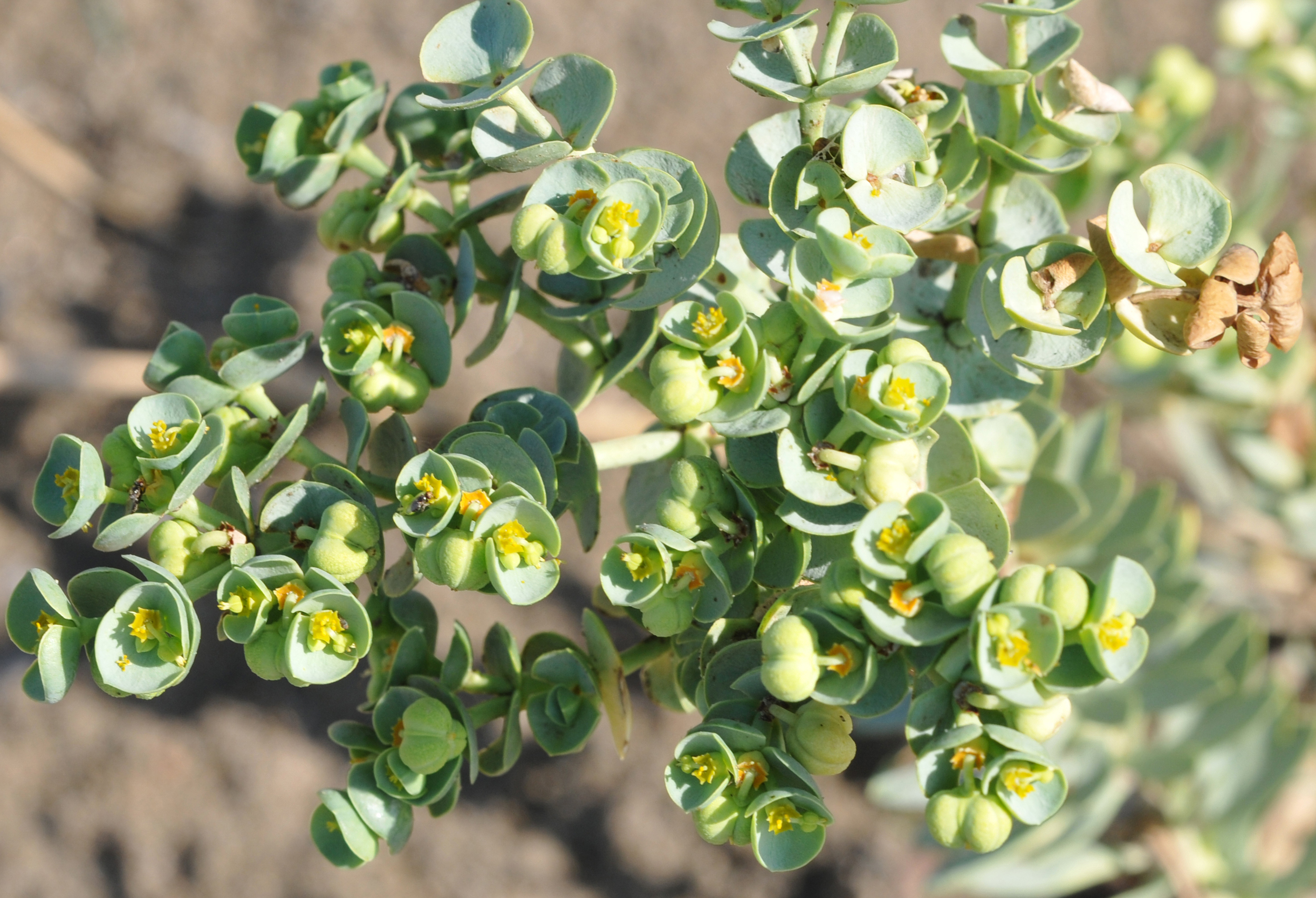
Суцвіття, в якому одночасно видно циатії та недостиглі плоди.

Багаторічна трав'яниста рослина заввишки 25—70 (зрідка до 100) см, гемікриптофіт, полікарпик. Корінь потужний, довгий, розгалужений. Стебла завтовшки 3—5 мм, відносно численні, міцні, прямостоячі або висхідні, голі, густо улиснені, у нижній частині нерідко вкриті залишками відмерлого листя, з часом оголюються, але на них залишаються листкові рубці. Листки розташовані на стеблах черепитчасто, сидячі, м'ясисті, голі, цілокраї, сягають завдовжки 5—30 мм, завширшки 3—15 мм. Форма листків у нижній частині стебла видовжено-еліптична з тупою верхівкою, вище — ланцетна з гострою верхівкою. Листки на неплідних пагонах майже щетинчасті, завдожки до 30 мм і завширшки до 1 мм. Колір пагонів і листя сизо-зелений, з віком переходить в іржаво-жовтий, у нижній частині стебла часто червоніють навіть тоді, коли листя ще зелене. Надземні вегетативні частини містять отруйний молочний сік білого кольору.
Суцвіття — дрібні, зонтикоподібно зібрані циатії — бувають двох типів: пазушні у кількості 6—8 штук завдовжки до 1,5 см та верхівкові у кількості 3—5 штук завдовжки 0,7-3,2 см. Суцвіття обох типів двічі-тричі дихотомічно (вилчасто) розгалужені. Квітконоси пазушних суцвіть товсті. Кожен циатій складений з безпелюсткових квіток: однієї жіночої та кількох чоловічих, охоплених спільною обгорткою. Листочки обгортки (приквітки) завдовжки 1,2—1,6 см, завширшки 3—6 см, яйцеподібні. Листочків обгорточки (приквітничків) два, вони зелені, формою від яйцеподібних до ниркоподібних, із серцеподібною основою, 0,7—1,6 см завдовжки та 0,7—1,3 см завширшки. Бокальчик завдовжки і завширшки 2—2,5 мм, широко-дзвоникуватий, всередині волохатий, із видовженими війчастими лопатями. Нектарники у формі півмісяця, з короткими ріжкоподібними придатками, не розширеними догори. Зав'язь тригнізда. Стовпчик завдовжки до 1 мм, майже вільний, дволопатевий.
Плід — тригорішок завдовжки 3—5 мм та завширшки 4,5—6 мм, притиснуто-кулястий, з трьома глибокими борозенками та опуклими дрібногорбкуватими лопатями. Насінини 2,8—3 мм завдовжки, 2,2—2,5 мм завширшки, кулясто-яйцеподібні, гладенькі, білі з кількома темними цятками, з ниркоподібним придатком.
Число хромосом 2n = 16.

### Визначення
Молочай узбережний схожий із такими представниками роду як Euphorbia terracina, Euphorbia lathyris, молочай соняшний та молочай городній. Для їх розрізнення використовують наступні ознаки…
| Назва виду          | Життєва форма, висота                        | Кількість стебел        | Листки у нижній частині стебла                                            |
| Молочай узбережний  | Багаторічний, заввишки 20—70 см              | Декілька                | Розташовані черепичасто, видовжено-еліптичні, м'ясисті, завдовжки 5—20 мм |
| Euphorbia terracina | Багаторічний, заввишки 20—120 см             | Від кількох до багатьох | Чергові, лінійні або ланцетні, завдовжки 10—40 мм                         |
| Euphorbia lathyris  | Однорічний або дворічний, заввишки 50—160 см | Одне                    | Супротивні, лінійні або ланцетні, завдовжки 50—140 мм                     |
| Молочай соняшний    | Однорічний, до 50 см заввишки                | Від одного до кількох   | Чергові, яйцеподібні або оберненояйцеподібні, завдовжки 10—40 мм          |
| Молочай городній    | Однорічний, заввишки до 40 см                | Зазвичай одне           | Чергові, яйцеподібні, завдовжки 5—25 мм                                   |

## Хімічний склад
Молочай узбережний вирізняється багатим хімічним складом. В усій рослині знайдений ряд дитерпеноїдів, сапоніни, алкалоїди, кумарини (зокрема елагова кислота), вищі аліфатичні вуглеводні та ряд тритерпеноїдів, в тому числі такі важливі як урсолова кислота, лупеол, бетулін. Не менш різноманітні й флавоноїди цього виду, серед яких гіперин (0,12 %), кверцетин (0,1 %), кемпферол, рамнетин, ізоміріцитрин. Ще одна визначна за своїм хімічним різноманіттям група речовин — стероїди. Зокрема у молочаї узбережному виявлені ситостерин, сигмастерин, кампестерин, ланостерин і холестерол. Вищі аліфатичні спирти, притаманні йому, мають температуру плавлення 78—79 °C, їхній остаточний склад ще нез'ясований. Крім того, ця рослина містить близько 0,2 % кількість каучуку і багата на дубильні речовини, вміст яких досягає 4,8 %.
Детальне дослідження окремих частин молочаю узбережного показало, що його трава (тобто уся надземна частина) багата на кумарини, в той час як в листках переважають тритерпеноїди, ситостерин, флавоноїди, вищий аліфатичний спирт триаконтан, ескуїтин і пінеколова кислота. Насіння цього молочаю містить до 38 % жирної олії.

## Поширення
Атлантико-середземноморський вид, первинна зона розповсюдження якого охоплювала узбережжя Західної та Південної Європи, а також усе Середземномор'я. На півночі вона сягала берегів Ірландії, Великої Британії, далі на схід тягнулася до атлантичного узбережжя континенту і від широт Бельгії та Голландії спускалася вниз до берегів Франції й Піренейського півострова. В межах басейну Середземного моря ця рослина поширена по всіх країнах, що мають вихід до його берегів, а також на узбережжях Адріатичного та Іонічного морів, поєднаних із Середземним. Не є винятком й віддалені від берегів острови, зокрема цей вид знайдений на Балеарських островах, Корсиці, Сардинії, Сицилії, Криті та Кіпрі. Крім того, молочай прибережний поширений по всій Малій Азії, а окремі ексклави розташовані у Західному (узбережжя Болгарії, Румунії) та Східному Причорномор'ї (узбережжя Грузії, Краснодарський край Росії).
В Україні розташований найпівнічніший ексклав східної частини ареалу. Він складається з нечисленних популяцій, розташованих на західному та південному узбережжях Кримського півострова. Незважаючи на відокремленість цих осередків, насіннєве поновлення в них добре.
Вторинний ареал молочаю прибережного включає південь Австралії, куди він був занесений людиною наприкінці 1980-х — на початку 1990-х років і де місцями перетворився на злісний бур'ян. Зокрема, його зарості можна побачити у штатах Новий Південний Уельс, Вікторія, Західна Австралія, Південна Австралія, на острові Тасманія. У XXI столітті відмічено повільне просування виду на північ континенту.

## Екологія

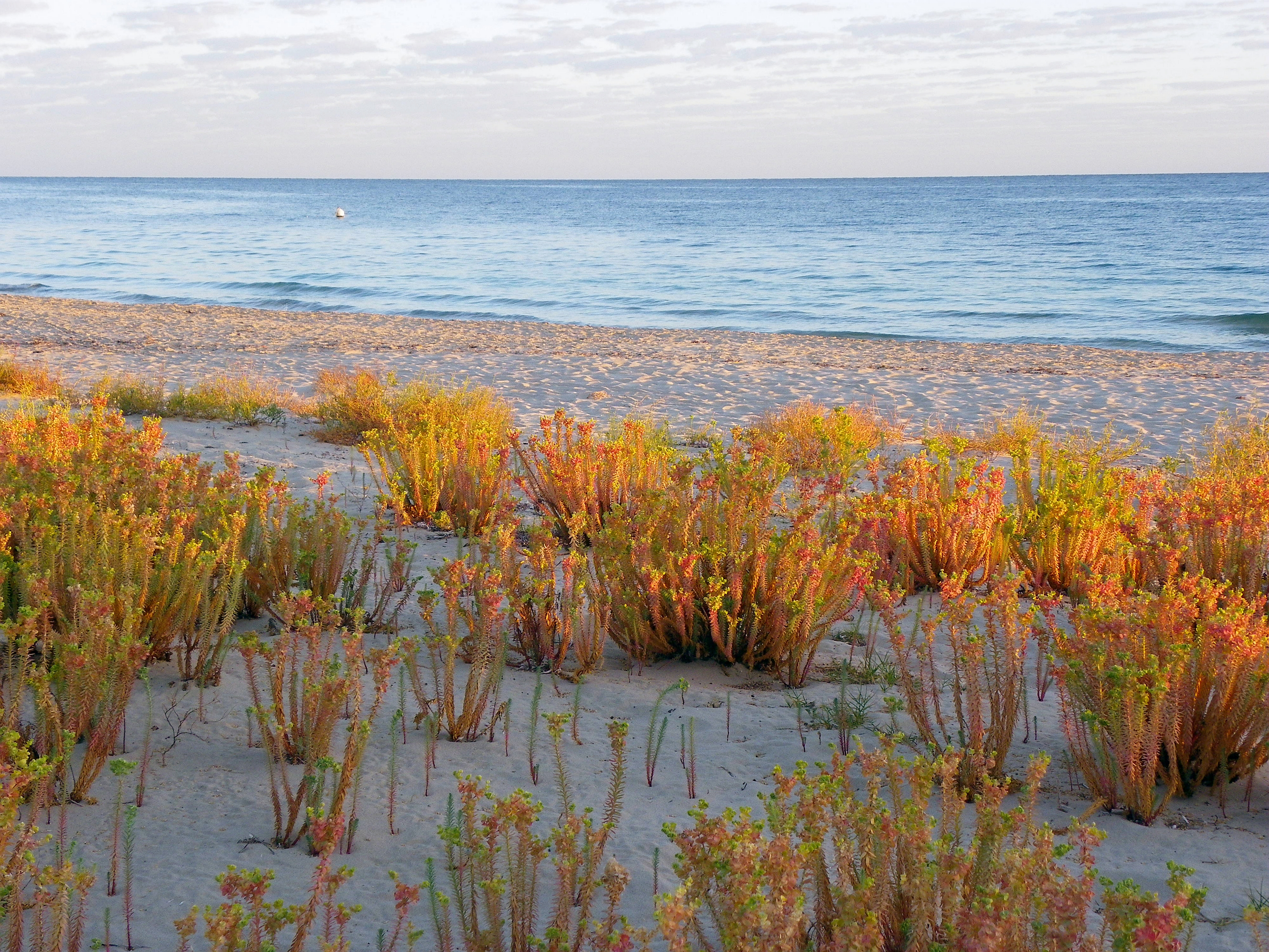
Типове оселище молочаю прибережного (Географічна затока, Австралія).

Еколого-ценотична амплітуда молочаю прибережного вузька — зростає ця рослина на черепашково-детритних та піщаних пляжах у смузі, наближеній до зони заплеску (на авандюнах) по берегах солоних та солонуватих водойм (морів, солонуватих озер тощо). До менш типових оселищ слід віднести прибережні луки, чагарникові зарості, щілини між камінням, заповнені піском, гирла річок і лиманів. Разом з тим, поширеність подібних біотопів у світі загалом не робить цей вид уразливим та рідкісним. Молочай прибережний часто входить до складу рослинних угруповань класу Ammophiletea, порядку Elymetalia gigantei і класу Cakiletea maritimae, порядку Euphorbietalia peplis.

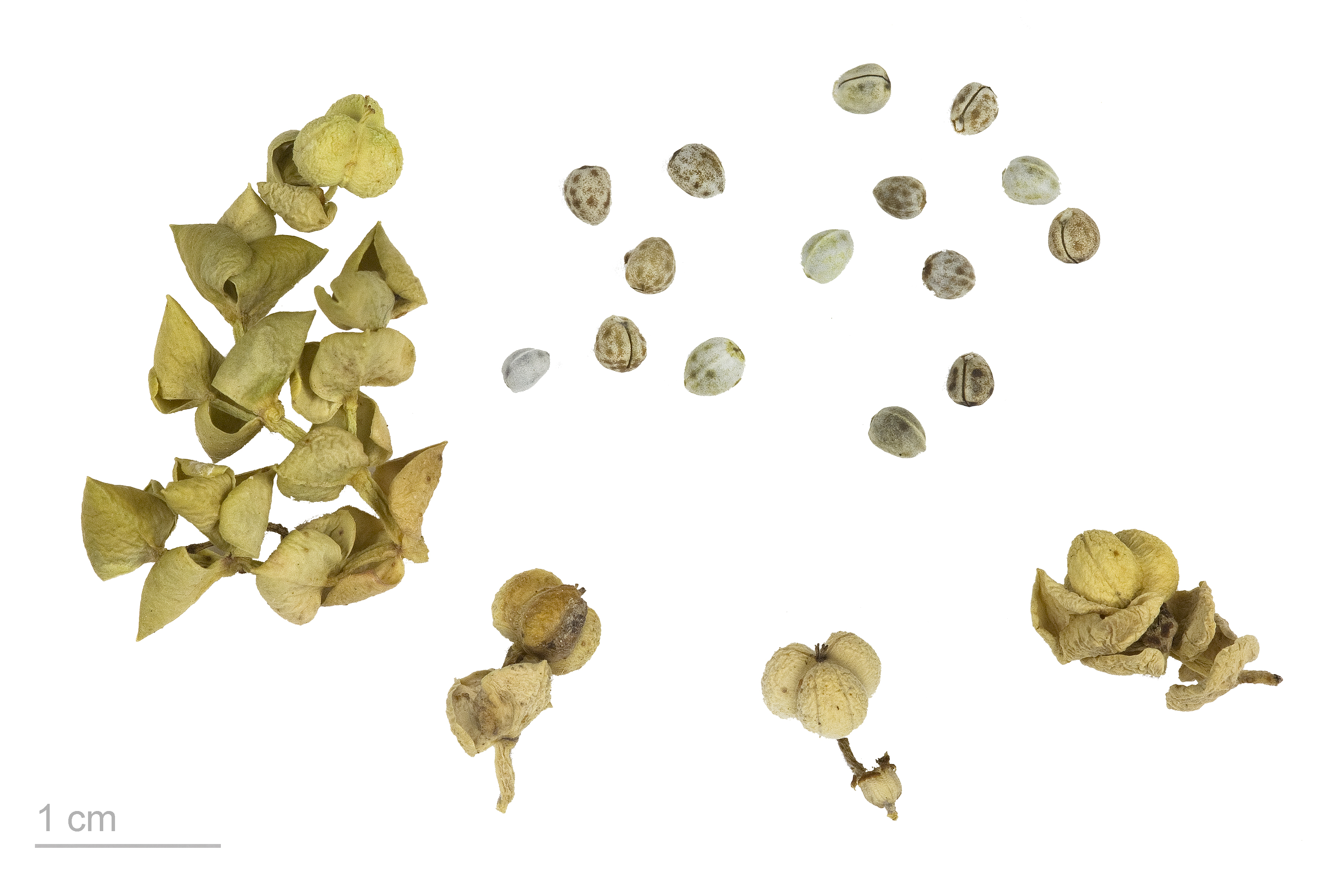
Стиглі плоди і насіння.

Рослина доволі теплолюбна: добре витримує зимове пониження температури у плюсовому діапазоні та незначні мінусові температури. Вид світлолюбний, посухо- та вітростійкий, витривалий до дії солоних бризок, псамофіт. Насінини солестійкі: зберігають життєздатність навіть при перебуванні у воді до 2 років; а при зберіганні у звичайних умовах — до 7 років.
Розмножується переважно насінням, рідше — випадковим поділом коренів. Квітне в різних частинах ареалу з травня по вересень у Північній півкулі та із серпня по червень — у Південній. В Україні квітне в травні — липні, а плодоносить у червні — липні. Під час цвітіння молочай прибережний приваблює запилювачів (переважно мурах та дрібних жуків), які ласують нектаром, що виділяється у доволі великій кількості (на нектарниках завжди можна побачити його крапельки).
Одна рослина здатна утворити від 5 000 до 20 000 насінин. Насіння поширюється різними способами. По-перше, в мить розтріскування тригорішка, насінини «вистрілюють» на коротку відстань (такий спосіб розповсюдження називається балістохорією). По-друге, придатки на насінинах приваблюють мурах: комаха, схопивши насінину, тягне її до мурашника, дорогою з'їдає придаток, а саму насінину кидає — та згодом проростає (мірмекохорія). Третій і, мабуть, найпоширеніший спосіб — це гідрохорія, тобто розповсюдження насіння за допомогою води, зокрема, океанські течії здатні віднести його на дуже далекі відстані. Крім того, певну роль в поширенні цього виду може відігравати й людська діяльність, так, насінини можуть розноситись на колесах прибиральної техніки, яку застосовують на пляжах, а також при видобутку і перевезенні піску.

## Значення і статус виду
Ценотичне значення виду значною мірою залежить від місця зростання. В межах свого природного ареалу ця рослина подекуди відіграє важливу протиерозійну роль, затримуючи своїм розгалуженим корінням сипучі піски. Це, з одного боку, робить пісок щільнішим і перешкоджає його змиванню в море, з іншого боку, відмерлі рештки молочаю створюють первинні запаси поживних речовин, що сприяє заселенню берегів іншими, більш вимогливими видами.
В Австралії, позбавлений своїх природних конкурентів, молочай прибережний подекуди утворює дуже щільні зарості, витісняючи автохтонні рослини. Особливо потерпають від нього Atriplex billardierei, Carex pumila та Chamaesyce psammogeton. До того ж, густі стебла перешкоджають гніздуванню тих прибережних птахів, які воліють облаштовувати гнізда на голому піску (наприклад, малих крячків та Thinornis rubricollis). Тому на цьому континенті він відіграє негативну роль в екологічних системах і вважається шкідливою інвазивною рослиною. Для боротьби із заростями молочаю прибережного застосовують гербіциди та працю добровільних помічників, які знищують їх вручну.
Стан виду в Україні вивчений недостатньо, але через свою рідкісність він не впливає негативно на навколишнє середовище. Відомо, що його поширення обмежують витоптування, видобуток піску та забудова узбережжя. Для поліпшення стану популяцій рекомендовано організувати спостереження за ними. Вид занесений до Червоної книги Чорного моря та Червоної книги України у статусі «Вразливий». Входить до переліку видів, які перебувають під загрозою зникнення на території м. Севастополя. Станом на 2016 рік молочай прибережний охороняється в Опуцькому природному заповіднику. Окрім України вид охороняється у Нідерландах і Краснодарському краї Росії, де він також рідкісний і занесений до Червоного списку і Червоної книги, відповідно.
Господарське значення виду невелике. Молочай прибережний застосовують у народній медицині зовнішньо як болезаспокійливе, для лікування бородавок, мозолів, ліпом, поліпів у носі. Внутрішньо його вживають як протизапальний та послаблюючий засіб. Однак слід враховувати, що сік цієї рослини отруйний, тому будь-яке самолікування заборонено. При потраплянні на шкіру і в очі сік може викликати подразнення і печію, також описаний випадок, коли при вживанні відвару рослини всередину у хворого розвинулась гостра ниркова недостатність. Наукові дослідження виявили високу цитотоксичність виділених з молочаю узбережного дитерпенових етерів, що діють подібно до подофіліну.

## Таксономія
Вид вперше описаний шведським натуралістом Карлом Ліннеєм у його визначній праці 1753 року Species plantarum. За відомостями сайту The Plant List для цього виду існують наступні наукові синоніми:
| - Esula paralias (L.) Fourr. - Euphorbia malacitana Pau | - Euphorbion paralium (L.) St.-Lag. - Galarhoeus paralias (L.) Haw. | - Tithymalus maritimus Lam. - Tithymalus paralias (L.) Hill |